# Пектин
Пектин (от гръцки πηκτικός – пектикос, „пресечен, съсирен“) е структурен полизахарид съдържащ се в първичната клетъчна стена на сухоземните растения. За първи път е изолиран и описан през 1825 г. от Хенри Браконот. Произвежда се с търговска цел като бял до светло кафяв прах, предимно извличан от цитрусови плодове. Използва се като сгъстител в хранителната промишленост, в частност при производството на мармалад и конфитюр. Използва се и като стабилизатор и източник на влакна в плънки, бонбони, плодови сокове и мляко.

## Химични свойства
Пектините са семейство от комплексни полизахариди, изградени от остатъци на D-галактосилуронова киселина и свързани с 1,4-гликозидна връзка. От първична клетъчна стена са изолирани и структурно характеризирани три вида пектинови полизахариди:
- хомогалактуронани;

- заместени галактуронани;

- рамногалактуронани.

Хомогалактуронаните са линейни вериги от α-(1 – 4)-свързани остатъци на D-галактуронова киселина.

Заместените галактуронани се характеризират с присъствието на други захаридни заместители като D-ксилоза или D-апиоза (сътветно при ксилогалактуронан и апиогалактуронан) разклоняващи се от основния структурен гръбнак изграден от D-галактуонова киселина.

Рамногалактуронан I (RG-I) съдържа гръбнак от повтарящи се дизахаридни мономери α-D-галактуронова киселина-1-2-α-L-рамноза, свързани с 1 – 4 гликозидна връзка. От много от рамнозните остатъци се разклоняват различни захариди като D-галактоза, L-арабиноза и D-ксилоза, вида и съотношението на различните видове монозахариди варира в зависимост от източникана пектиб.
Друг структурен вид пектин е рамногалактуронан II (RG-II) – силно разклоенен полизахарид, който се среща сравнително рядко. Рамногалактуронан II се причислява от някои учени към групата на заместените галактуронани, тъй като структурният му скелет е изграден от D-галактуронова киселина.
Изолираните пектини имат моларна маса от порядъка на 60 – 130,000 g/mol, в зависимост от произхода си и условията на изолиране.
В природата около 80% от карбоксилните групи на галактуроновата киселина са естерифицирани с метанол. Този процент намалява в различна степен при процеса на екстракция. Съотношението на естерифицираните към неестерифицираните остатъци от галактуронова киселина определят и различните характеристики на пектина при използването му в храните. Пектините се класифицират като високо- и нискоестерифицирани въответно с над и под 50% естерицикация.
Неестерифицираните галактуронови единици могат да са със свободна карбоксилна група или под формата на сол с натрий, калий или калций. Солите на частични естерифицираните пектини се наричат пектинати, ако нивото на естерификация е под 5% солите се наричат пектати.
Някои растения като захарно цвекло, картофи и круша съдържат пектини с ацетилирана галактуронова киселина в добавка на метилните естери. Ацетилирането предотвратява формирането на гел, но увеличава стабилизиращия и емулгиращия ефект на пектина.
Някои пектини са амидирани, като галактуроновата киселина е преобразувана с амоний до карбоксиамидна киселина. Тези пектини са по-толерантни по отношение на калциевите концентрации при употреба.
За приготвянето на пектинов гел компонентите се загряват, при което пектинът се разтваря. Гелът започва да се образува при охлаждане под температурата на желиране. Ако гелообразуването е твърде интензивно, се получава гранулирана текстура, по-слабото желиране води до образуването на изключително меки гелове. При високоестерните пектини (над 60% естерификация) и pH между 2.8 и 3.6 водородни връзки и хидрофобни взаимодействия свързват пектиновите вериги помежду им.
При нискоестерните пектини се формира йонен мост между калциевите йони и дисоциираната карбоксилна група на галактуроновата киселина. Нискоестерните пектини се нуждаят от калций, за да образуват гел, но за сметка на това могат да го постигнат при по-ниска концентрация и по-високо pH, отколкото високоестерифицираните.
Амидираните пектини се държат като нискоестерни, но се нуждаят от по-малко калций и са по-толерантни към излишък на калций. Гелове от амидирани пектини са термообратими, тоест може да се загреят и след като се охладят, се втвърдяват отново, докато обикновените пектинови гелове остеват течни след нагряване.

## Биологични свойства
В растителните клетки пектинът представлява комплекс от полизахариди, срещащи се в повечето първични клетъчни стени, като особено богати са недървесинните части на сухоземните растения. Пектинът е представен не само в първичната клетъчна стена, но и в междинната ламела, където спомага за осъществяването на междуклетъчните контакти.
Структурата и химичния състав на пектина се различава при различните растения, както и при едно и също растение в различните му части и в зависимост от стадия на развитие. По време на зреенето, пектинът се разгражда под действието на ензимите пектиназа и пектинстераза; по време на този процес плодът става по-мек поради разграждането на междинната ламела и отделянето на клетките една от друга. Подобен процес на клетъчно отделяне, причинен от хидролизата на пектин, се наблюдава и при процеса на листопад.
Пектинът е естествена част от човешката храна, но не притежава особена хранителна стойност. Дневният прием на пектин от плодовете и зеленчуците е около 5 g при консумация на 500 g храна от растителен произход.
Пектинът преминава през тънките черва почти без химически промени. Това го прави едно от най-ефикасните баластни вещества.
Установено е, че консумацията на пектин намалява кръвните нива на холестерол. Това се дължи на повишения вискозитет на чревното съдържимо, което от своя страна води до свързването му с холестерола и жлъчните киселини и намалената абсорбция на холестерол. В дебелото черво микроорганизми метаболизират пектина и освобождават късоверижни мастни киселини, които са пребиотици и имат изключително благотворно влияние върху здравословното състояние на човека.